# 2 Mai
2 Mai falu Constanța megyében, Dobrudzsában, Romániában. Közigazgatásilag Limanu községhez tartozik.

## Fekvése
A település a Fekete-tenger partján található, Mangalia (öt kilométerre) és Vama Veche (hat kilométerre) között a bolgár határ közelében.

## Története
Nevének jelentése: május 2. A falut Mihail Kogălniceanu alapította 1887-ben, Două Mai néven. Az első letelepülők városokból (Bukarest, Jászvásár és Galați) érkező orosz nemzetiségű lakosok voltak. 1900 körül egy újabb hullámban Tulcea megyei lipovánok, az 1920-as években pedig Argeș megyei románok telepedtek itt le. 

## Turizmus
Leginkább üdülőfaluként ismeretes. Általában a csendes, nyugodt kikapcsolódásra vágyó turisták töltötték itt nyári szabadságukat a kempingekben, vagy a helyi lakosok által bérbe adott apartmanokban. Mindez az elmúlt években gyökeresen megváltozott, köszönhetően a viszonylag alacsony áraknak az utóbbi szezonokban nagy számú fiatalság töltötte itt nyaralását, jelentősen felpezsdítve 2 Mai csendes hétköznapjait.